# Anders Svensson (språkvetare)
Anders Svensson, född den 19 februari 1974 i Västerås, är en svensk journalist och språkvetare. Han är sedan 2018 chefredaktör och ansvarig utgivare för Språktidningen. Han skriver språkkrönikor i Dagens Nyheter och Fokus. Han är också en av redaktörerna för Språktidningens och Språkrådets årliga nyordslista.
Svensson började som redaktör på Språktidningen 2009. Innan dess hade han arbetat på tidningar som Expressen, Stockholm City, Vestmanlands Läns Tidning, Nya Wermlands-Tidningen och Extra Östergötland.
Svensson debuterade 2020 som författare med boken Nusvenska – en modern svensk språkhistoria i 121 ord. Han och Lena Lind Palicki utkom 2023 med boken Viktig svenska: Alla dom där språkfrågorna. Han har även skrivit om svenska nyord och språkliga trender i Nationalencyklopedins årsböcker.